# غاري ماكفيرسون
غاري ماكفيرسون (بالإنجليزية: Gary McPherson)‏ هو مدرب كرة سلة أمريكي، ولد في 5 يوليو 1936 في Cass, West Virginia ‏ في الولايات المتحدة، وتوفي في 5 ديسمبر 2018.

## روابط خارجية
- غاري ماكفيرسون على موقع كلية كرة السلة في سبورتس رفرنس.كوم (الإنجليزية)